# Uncool
Uncool è un album in studio del chitarrista statunitense Bumblefoot, pubblicato nel 2002.

## Tracce
1. BFF Takes the Mic – 0:39
2. Go – 3:11
3. T Jones – 3:39
4. My World Is You – 2:02
5. Dominated – 2:59
6. Kiss the Ring – 2:31
7. What's New Pussicat? – 2:28
8. I Hate Me More Than I Love You – 4:42
9. Delilah – 4:31
10. Ronald's Comin' Back Now – 10:39
11. BFF Says Goodnight – 4:37
12. Can't Take My Eyes Off You – 3:53
13. Finale – 1:52

## Formazione
- Bumblefoot - voce, chitarra
- Lafrae Olivia Sci - batteria (1, 2, 3, 4, 6, 7)
- Sanford Oxenbery - batteria (9, 11)
- Zak Rizvi - chitarra (7, 8, 9)
- Joe Bergamini - batteria 5, 8, 10
- Joe Bedford - batteria ("Can't Take My Eyes Off You")
- Frank Rao - bass on tracks 2, 5, 10
- Thorndike Applethorple - basso
- Neil Alexander - pianoforte  (2, 10)
- Ray Porrigsworth - pianoforte (11)
- Lea DeMartini - flauto ("Delilah")
- Cletus Xalapagous - flauto (7, 8, 11)
- NJ Brunswick Brass - trombone (10, 12)
- Herbert Wellington - tuba  ("What's New Pussycat?")
- Filbert Murray, Zachary Torme - violoncello "(TJonez)"